# Zoophthorus plumbeus
Zoophthorus plumbeus là một loài tò vò trong họ Ichneumonidae.